# Loxodontomys pikumche
Loxodontomys pikumche е вид бозайник от семейство Хомякови (Cricetidae).

## Разпространение
Видът е разпространен в Чили.